# Tesia
Tesia és un gènere d'ocells, de la família dels cètids (Cettiidae).

## Taxonomia
No hi ha consens taxonòmic sobre la família a la que pertany Tesia. Segons la llista mundial d'ocells del Congrés Ornitològic Internacional (versió 13.2, 2023) aquest gènere està inclòs en els cètids (Cettidae). Ja el Handook of the Birds of the World i la quarta versió de la BirdLife International Checklist of the birds of the world (Desembre 2019), consideren que estaria inclòs en els escotocèrtids (Scotocercidae).

## Llistat d'espècies
Segons la classificació del Congrés Ornitològic Internacional (versió 13.2, 2023), aquest gènere conté 4 espècies:
- Tesia olivea - tèsia fumada.
- Tesia cyaniventer - tèsia grisa.
- Tesia superciliaris - tèsia de Java.
- Tesia everetti - tèsia d'Everett.